# ماركوس فوجت
ماركوس فوجت (بالألمانية: Markus Vogt)‏ هو مجدف ألماني، ولد في 25 سبتمبر 1965 في ميونخ في ألمانيا.

## وصلات خارجية
- ماركوس فوجت على موقع الاتحاد الدولي للتجديف (الإنجليزية)
- ماركوس فوجت على موقع اللجنة الأولمبية الدولية (الإنجليزية)
- ماركوس فوجت على موقع أوليمبيديا (الإنجليزية)